# Harpiola
Harpiola és un gènere de ratpenats de la família dels vespertiliònids. Conté dues espècies: H. isodon, que viu als boscos de Taiwan, i el ratpenat nassut de Peters (H. grisea), que viu als boscos de montà de l'Índia. Durant molt de temps, se l'havia considerat un subgènere de Murina, però el 2002 Bhattacharyya el restaurà com a gènere propi.